# Lancaster-Tetralogie
Die Lancaster-Tetralogie zählt zu William Shakespeares Historien, die thematisch eine eigene Gattung darstellen, in der die englische Geschichte ausgeleuchtet wird – insbesondere der im 
Tudor-Mythos zur Ruhe kommende Konflikt von Gottesgnadentum und Usurpation bzw. Widerstandsrecht. Ästhetisch betrachtet nutzt Shakespeare in den Historien sowohl die Form der Tragödie (Richard II.) als auch die der Komödie (Heinrich IV. mit der Falstaff-Handlung).

## Historischer Hintergrund
Der historische Stoff der Königsdramen, der der Lancaster-Tetralogie zu Grunde liegt, übte auf die Menschen des elisabethanischen Englands eine besondere Faszination aus, da die Ereignisse keine zwei Jahrhunderte zurücklagen und dementsprechend bis in ihre Gegenwart nachwirkten. Edward III. dritt geborener Sohn John of Gaunt, 1. Duke of Lancaster, begründet die Herrscherlinie des Hauses Lancaster; sein Sohn besteigt den Thron als Heinrich IV. (Henry IV.). Der legitime aber unfähige König Richard II., Sohn des „Schwarzen Prinzen“ Edward, wird von Heinrich IV. verdrängt und kommt auf Pontefract Castle ums Leben. Heinrich V. setzt im Krieg die englischen Besitzansprüche auf Frankreichs Thron durch. Heinrich VII. schließt mit der Gründung des Hauses Tudor diese Epoche ab.

## Die Dramen

### Übersicht
Richard II. (King Richard II.; zwischen 1590 und 1599, gedruckt 1597)
Heinrich IV.
Teil 1 (King Henry IV., Part 1; um 1595/96, gedruckt 1598)
Teil 2 (King Henry IV., Part 2; um 1597, gedruckt 1600)
Heinrich V. (King Henry V.; 1599, gedruckt 1600 (Raubdruck))

### Kurzinhalt

#### Richard II.
Im ersten Teil der „Lancaster-Tetralogie“ entwirft Shakespeare die Charakterstudie des rechtmäßigen, aber „unfähigen“ Königs Richard II., der erst im Untergang seine persönlichen Grenzen und die der politischen Macht erkennen kann. Der Dichter schildert den Aufstieg des weltmännischen Usurpators Bolingbroke, der sich mit Machtwillen und politischem Kalkül vom Entrechteten zum Herrscher aufschwingt und eine neue Welle politischer Gewalt auslöst. Eine niederschmetternde Analyse der Entwicklung von Macht: Jeder neue König ertrinkt erneut im eigenen oder fremden Blut.

#### Heinrich IV., Teil 1
Der erste Teil des Historiendramas um König Heinrich IV. spielt im Jahre 1402/03. Der titelgebende Handlungsstrang beschreibt die von Henry Percy (1364/1366–1403) gegen den König angeführte Rebellion. In die Haupthandlung verwoben sind die komischen Erlebnisse des verarmten Ritters Sir John Falstaff. Verknüpft werden die beiden Handlungsebenen durch die Figur des jugendlichen Prinzen Harry.

#### Heinrich IV., Teil 2
Der zweite Teil des Dramas beschreibt die Ereignisse von 1402 bis 1413. König Heinrich IV., der die Macht selbst gewaltsam ergriffen hat, bemüht sich nach der Niederschlagung des Aufstandes um die Legitimation seiner Herrschaft. Währenddessen hält sich Kronprinz Harry vom Hofe fern und gibt sich weiterhin den Eskapaden mit seinen Freunden um Sir John Falstaff hin. Als der König stirbt, besteigt Harry als neuer König Heinrich V. den Thron. Im Interesse der Staatsräson verstößt er seine Jugendfreunde.

#### Heinrich V.
Heinrich V. erweist sich wider Erwarten als erfolgreicher Machtpolitiker und Kriegsherr. Aufgrund der Lex Salica erhebt er Anspruch auf den Thron von Frankreich. Der Dauphin von Frankreich weist ihn provokant zurück und brüskiert den jungen König öffentlich. Es kommt zum Krieg. Heinrich fällt mit dem englischen Heer in Frankreich ein, erobert die Hafenstadt Harfleur und stellt sich dem französischen Heer. Vor der entscheidenden Schlacht von Azincourt ermutigt er seine abgekämpften, zahlenmäßig unterlegenen Soldaten mit der St.-Crispins-Tag-Rede. Trotz ihrer zahlenmäßigen Überlegenheit werden die Franzosen vernichtend geschlagen. Im fünften Akt versöhnt der Herzog von Burgund die verfeindeten Könige Karl und Heinrich und mahnt vor den Folgen des grausamen Krieges. Heinrich heiratet die französische Prinzessin Katherina, weswegen Heinrich nach Karls Tod auch den französischen Thron innehaben wird.